# Pablo Bernal
Pablo Aitor Bernal Rosique (nascido em 25 de agosto de 1986) é um ciclista espanhol que participa de competições de ciclismo de pista. Terminou em sexto lugar na prova de perseguição por equipes em Londres 2012.